# Парламентские выборы в Норвегии (1930)
Парламентские выборы в Норвегии проходили 20 октября 1930 года. Результатом стала победа Рабочей партии, которая получила 49 из 150 мест в Стортинге.

## Избирательная система
Выборы проходили по пропорциональной избирательной системе с распределением мест парламента по методу Д’Ондта. 150 мест распределялись по 29 многомандатным округам, из которых 18 было сельских и 11 городских. Впервые партии имели право вступать в альянс по партийным спискам, что стало преимуществом для Консервативной партии.

## Результаты
Консервативная партия и Левая либеральная партия продолжали свой союз, но в некоторых округах Левая либеральная партия выставила отдельные списки.
| Партия                                | Партия                                | Голоса    | %    | Места | +/- |
| ------------------------------------- | ------------------------------------- | --------- | ---- | ----- | --- |
|                                       | Рабочая партия                        | 374 854   | 31,4 | 47    | -12 |
|                                       | Консервативная партия                 | 327 731   | 27,4 | 39    | +10 |
|                                       | Левая либеральная партия              | 327 731   | 27,4 | 2     | +1  |
|                                       | Либеральная партия                    | 241 355   | 20,2 | 33    | +3  |
|                                       | Фермерская партия                     | 190 220   | 15,9 | 25    | -1  |
|                                       | Левая либеральная партия              | 31 003    | 2,6  | 3     | +2  |
|                                       | Коммунистическая партия               | 20 351    | 1,7  | 0     | -3  |
|                                       | Радикальная народная партия           | 9 228     | 0,8  | 1     | 0   |
|                                       | Прочие голоса                         | 13        | 0,0  | -     | -   |
| Недействительных/пустых бюллетеней    | Недействительных/пустых бюллетеней    | 7 346     | -    | -     | -   |
| Всего                                 | Всего                                 | 1 202 101 | 100  | 150   | 0   |
| Зарегистрированных избирателей / Явка | Зарегистрированных избирателей / Явка | 1 550 077 | 77,6 | -     | -   |
| Источники: Nohlen & Stöver            |                                       |           |      |       |     |